# 佐倉村 (福島県)
佐倉村（さくらむら）は福島県信夫郡にあった村。現在の福島市中心部の西方、荒川中流沿岸にあたる。

## 地理
- 河川：荒川

## 歴史
- 1889年（明治22年）4月1日 - 町村制の施行により、南佐原村、上名倉村、下村（現・佐倉下）の区域をもって発足。
- 1956年（昭和31年）9月30日 - 福島市に編入。同日佐倉村廃止。

## 交通

### 道路
- 土湯街道（現・国道115号）

現在は旧村域を東北自動車道が通過するが、当時は未開通。